# 婆蛇属
婆蛇属（学名：Hydrablabes）为水游蛇科的一个属。

## 下级分类
以下两个物种被认为是有效的。
- 婆蛇 Hydrablabes periops (Albert Günther
- Hydrablabes praefrontalis (François Mocquard